# Notaden weigeli
Notaden weigeli es una especie de anfibio anuro de la familia Limnodynastidae. Esta rana es endémica de la región de Kimberley al norte del estado de Australia Occidental. Su distribución incluye las islas Bigge y Augustus. Habita en zonas rocosas en altitudes hasta los 300 metros. Probablemente sus renacuajos se desarrollan en el agua.